# 200 m nage libre aux championnats du monde de natation en bassin de 50 mètres
Le 200 mètres nage libre fait partie des 22 épreuves (depuis l'introduction du relais mixte lors des mondiaux en 2015) inscrites au programme des championnats du monde de natation. L'épreuve est apparue lors de la première édition en 1973, à Belgrade.
Depuis sa création, 16 nageurs et 18 nageuses ont été sacrés champions du monde sur cette épreuve. Actuellement, depuis les championnats du monde 2023 à Fukuoka, le 200 m nage libre  est apparu sur 20 éditions.
Avec quatre médailles d'or remportées de 2009 à 2019, c'est l'Italienne Federica Pellegrini qui aura été le plus souvent titrée. Il s'agit par ailleurs de la seule femme à avoir remportée au moins deux fois le titre sur cette épreuve. Du côté des hommes, c'est Michael Gross, Ian Thorpe, Michael Phelps, Sun Yang qui auront été couronné le plus souvent avec 2 succès.
Les records des championnats du monde ont été établis par l'Allemand Paul Biedermann le 28 juillet 2009 lors des mondiaux de Rome avec un temps de 1 min 42 s 00. Chez les femmes, le record des championnats est détenu par l'Australienne Mollie O'Callaghan depuis le 26 juillet 2023 lors des mondiaux de Fukuoka avec un temps de 1 min 52 s 85.

## Hommes

### Historique

#### De 1973 à 1986

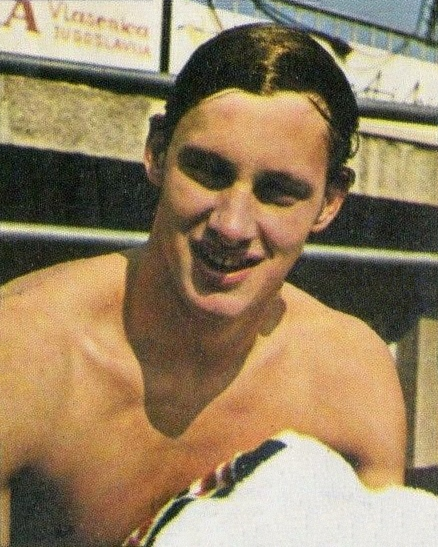
Jim Montgomery est le premier a remporté le titre sur 200 m nage libre lors des mondiaux de 1973.

C'est l'Américain Jim Montgomery qui sera le premier à être titré sur cette distance lors des championnats du monde 1973 à Belgrade à 18 ans. Bien qu'il ait réalisé le 2e meilleur temps lors des séries 2 s 15 derrière son compatriote Kurt Krumpholz, Montgomery finira 1er lors de la finale, juste devant celui qui l'avait devancé lors des séries. Le nageur Est-Allemand Roger Pyttel viendra compléter le podium.
Après avoir obtenu le record des championnats lors des séries, puis se l'être fait battre lors de la série suivante par son compatriote Bruce Furniss, l'Américain Tim Shaw remportera le titre lors des championnats du monde 1975 à Cali à 17 ans. Il en profitera lors de la finale pour améliorer le record des championnats que Furniss lui avait pris plus tôt dans la journée. Le rival de Shaw finira 2e cette année-là, devant le Britannique Brian Brinkley.
C'est le vainqueur du 200 m papillon des précédents mondiaux à Cali William Forrester qui remportera en 1978 le 200 m nage libre. Il réalisera le premier temps des séries et dominera en finale, grâce à un record des championnats, son compatriote Rowdy Gaines ainsi que le soviétique Sergei Kopliakov. En trois éditions, Forrester sera le 3e Américain à être titré et le 5e à monter sur le podium.
Moins d'un an après avoir battu le record du monde en bassin de 25 m sur la distance, l'Allemand Michael Gross s'imposera sur la distance lors des championnats du monde 1982 à Guayaquil. Il battra alors dans les séries le record des championnats avec un temps de 1 min 49 s 55. La seconde place reviendra pour la seconde fois consécutive à l'Américain Rowdy Gaines. Les deux hommes s'imposeront devant le vice-champion d'Europe du 100 m nage libre, l'Allemand Jörg Woithe.
Lors des 1986, celui qui est déjà le détenteur du record du monde sur l'épreuve depuis le 21 juin 1983 et champion d'Europe en titre, sera sacré. Il s'agit de l'Allemand Michael Gross qui battra à deux reprises le record des championnats lors de cette édition. Il s'imposera avec 1 s 20 d'avance sur le second, l'Allemand Sven Lodziewski. C'est l'Américain Matt Biondi, alors vainqueur du 100 m nage libre deux jours auparavant qui finira 3e, à 1 s 51 de Gross.

#### De 1991 à 2003

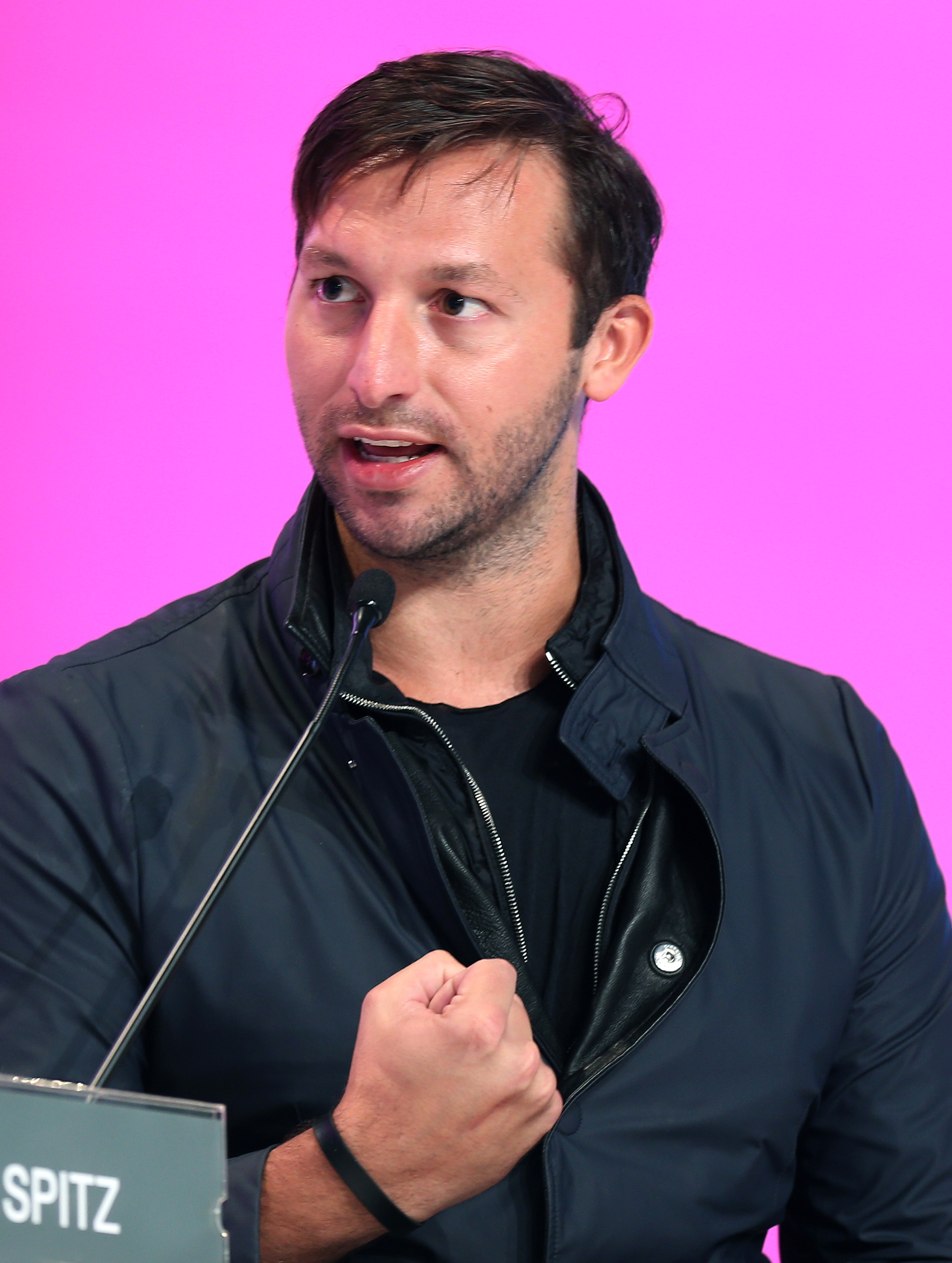
L'Australien Ian Thorpe titré à deux reprises en 2001 et 2003.

C'est lors des championnats du monde 1991 que l'Italien Giorgio Lamberti obtiendra la seule médaille d'or de sa carrière aux championnats du monde. Quatrième des séries, l'Italien viendra décrocher le record des championnats en finale pour s'adjuger le titre. Il se classera devant l'Allemand Steffen Zesner et le Polonais Artur Wojdat. L'Américain Doug Gjertsen, ayant fini des séries, se classera quant à lui dernier de la finale.
Lors des championnats du monde 1994, c'est le champion du monde du 200 m nage libre en petit bassin et champion d'Europe en titre, le Finlandais Antti Kasvio qui s'imposera avec un temps de 1 min 47 s 32. Le Suédois Anders Holmertz (1 min 48 s 24), ayant réalisé le meilleur temps des séries, se classera second. Enfin, c'est l'Australien Danyon Loader (1 min 48 s 49) qui prendra la troisième place lors de la finale.
Quatre ans plus tard, lors des championnats du monde 1998, c'est l'Australien Michael Klim qui sera titré en ayant le meilleur temps des séries. Il s'imposera devant l'Italien Massimiliano Rosolino, vice-champion d'Europe en titre, et le Néerlandais Pieter van den Hoogenband.
Bien qu'il ait obtenu à 2 reprises le record des championnats lors des séries et des demi-finales ainsi que le titre lors des Jeux olympiques 2000, le Néerlandais Pieter van den Hoogenband, ayant obtenu la médaille de bronze lors de la dernière édition, finira second de la finale des mondiaux 2001. Le titre sera remporté par l'Australien Ian Thorpe qui sera parvenu à battre le record du monde sur la distance. L'Américain Klete Keller obtiendra la 3e place, 3 s 04 derrière Thorpe.
Aux championnats du monde 2003 le scénario se répètera pour le Néerlandais Pieter van den Hoogenband, alors champion d'Europe en titre, qui avait réalisé le meilleur temps des séries et de la demi-finale. Une fois encore, l'Australien Ian Thorpe remportera la finale aux dépens de van den Hoogenband, arrivé second et de l'Australien Grant Hackett.

#### De 2005 à 2013

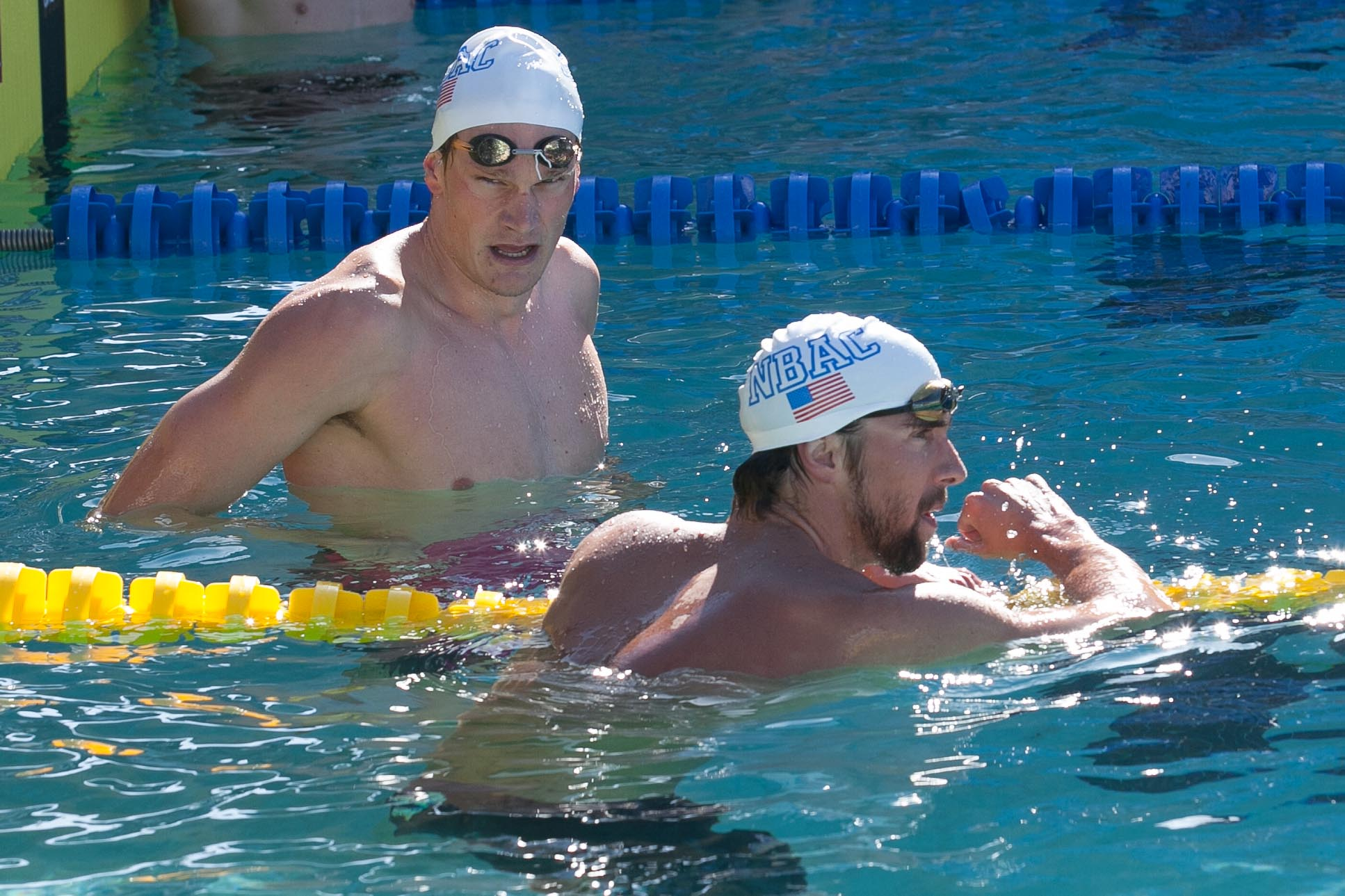
Yannick Agnel et Michael Phelps après un 200 m nage libre.

Après avoir remporté le bronze sur la distance lors des Jeux olympiques 2004, l'Américain Michael Phelps remportera le titre lors des championnats du monde 2005. Il remportera le titre devant le 3e de la dernière édition, l'Australien Grant Hackett et devant le sud-africain Ryk Neethling.
Deux ans plus tard, lors des mondiaux de 2007, Phelps s'imposera une nouvelle fois lors de l'épreuve en réussissant à conserver son titre et en réalisant un nouveau record du monde lors de la finale. Comme ses finales précédentes, le Néerlandais Pieter van den Hoogenband réalisera le meilleur temps lors des séries et des demi-finales, mais arrivera second en finale. Le podium sera complété par le Sud-Coréen Park Tae-hwan.
Après avoir réalisé le meilleur temps des séries et des demi-finales, l'Allemand Paul Biedermann, alors champion d'Europe en titre, s'imposera en finale des mondiaux de 2009 en battant un nouveau record du monde. 1 s 22 centièmes derrière lui arrive le double tenant du titre et celui qui avait gagné 7 médailles d'or lors des derniers championnats du monde, Michael Phelps. Le Russe Danila Izotov prendra la 3e place. De nombreux records du monde tomberont cette année-là avec, notamment, l'utilisation des combinaisons en polyuréthane permettant de meilleures performances.
Après une finale très serrée lors des mondiaux de 2011, c'est finalement l'Américain Ryan Lochte qui l'emporte devant le vainqueur des derniers Jeux olympiques et double champion du monde, Michael Phelps. Le tenant du titre Paul Biedermann, alors double champion d'Europe en titre, finira 3e cette année-là.
En 2013 à Barcelone, c'est le Français Yannick Agnel qui remportera la finale après avoir fait le 5e meilleur temps des séries et des demi-finales. Lors de la dernière édition, le Français avait fini 5e. Il remportera son titre devant l'Américain Conor Dwyer et le Russe Danila Izotov, pour sa 2e médaille de bronze lors de cette épreuve. En 4e position viendra le tenant du titre, Ryan Lochte.

#### De 2015 à 2023

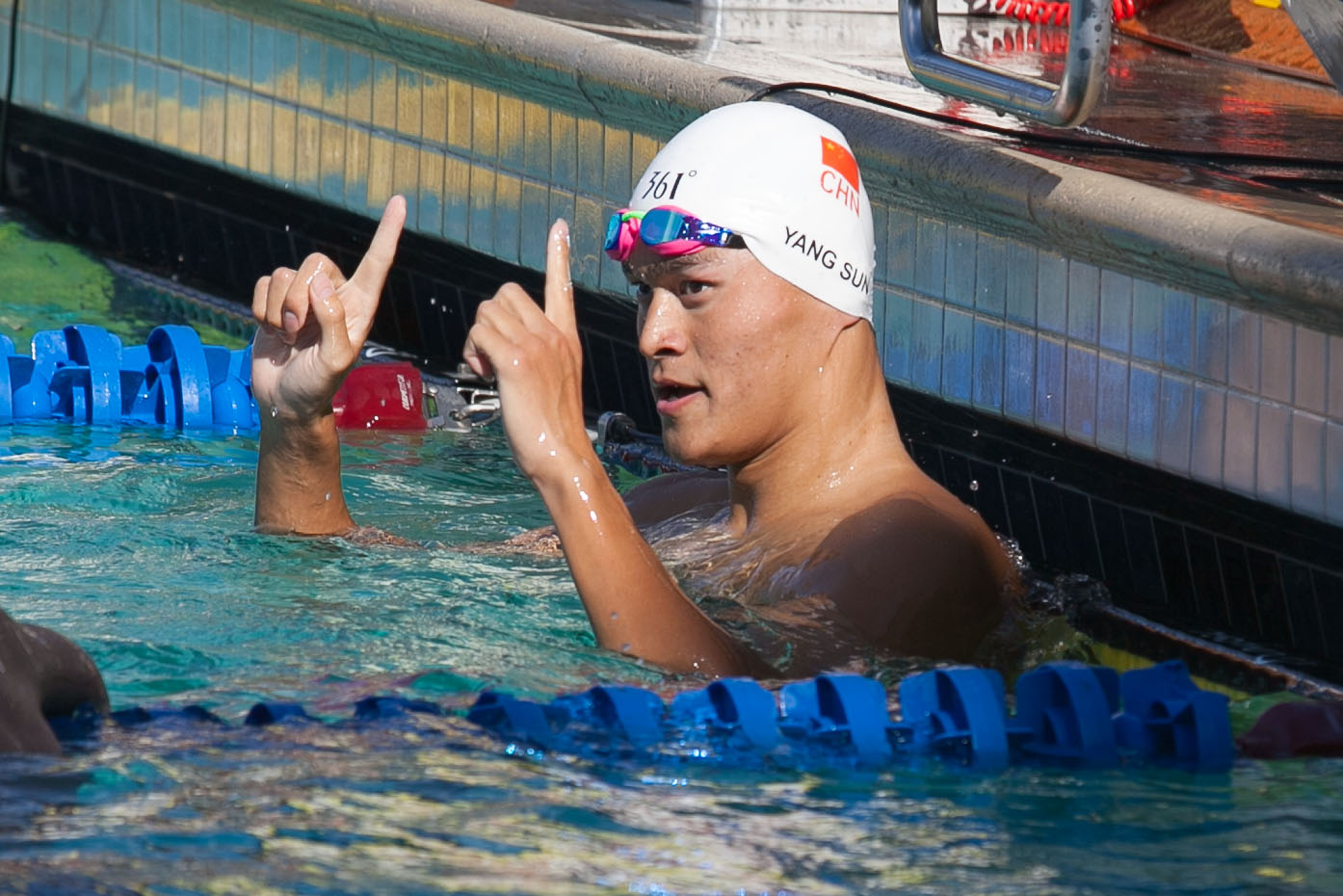
Le chinois Sun Yang a remporté le titre à deux reprises.

Lors de la finale des mondiaux de 2015, c'est le Britannique James Guy qui ressortira vainqueur. Il devancera le Chinois Sun Yang qui avait réalisé le meilleur temps des séries. Le recordman du monde et ancien vainqueur de l'épreuve, l'Allemand Paul Biedermann viendra compléter le podium. Pour la deuxième fois consécutive, le vainqueur des mondiaux de 2011, Ryan Lochte se classera au pied du podium.
Dominé en finale par James Guy lors de la dernière édition, Sun Yang se hissera de nouveau jusqu'en finale et remportera les championnats du monde 2017. La seconde place reviendra à l'Américain Townley Haas et la troisième au Russe Aleksandr Krasnykh. James Guy, vainqueur de la dernière édition, finira 5e derrière l'autre Britannique de la finale, Duncan Scott.
Après avoir décroché le record d'Asie en s'imposant lors de la dernière édition, le Chinois Sun Yang réitère l'exploit en s'imposant une deuxième fois consécutive. Il s'agit du 4e homme à s'imposer deux fois de suite et à remporter au moins deux fois l'épreuve après Michael Gross, Ian Thorpe et Michael Phelps. Il s'imposera cette année-là devant un autre asiatique, le Japonais Katsuhiro Matsumoto. Deux hommes arriveront à égalité à la troisième place, le Russe Martin Malyutin et le Britannique Duncan Scott.
Aux championnats du monde 2022, c'est le roumain David Popovici qui s'imposera après avoir dominé les séries et les demi-finales durant lesquelles il aura eu l'occasion de battre le record du monde junior. En finale, il rebattra ce record de plus d'une seconde. Le Sud-Coréen Hwang Sun-woo s'emparera de la deuxième place à plus d'une seconde de Popovici. Le Britannique Tom Dean quant à lui prendra la troisième place.
Lors des championnats du monde 2023, c'est le Britannique Matthew Richards qui s'imposera sur l'épreuve. Le podium sera complété du médaillé de bronze de la dernière édition Tom Dean. Enfin, le vice-champion du monde, le Sud-Coréen Hwang Sun-woo prendra la troisième place. Le champion du monde et champion d'Europe en titre, David Popovici échouera au pied du podium après avoir réalisé le meilleur temps des demi-finales.

### Palmarès
Légende :

RM : record du monde   -   RMj : record du monde junior   -   RAf : record d'Afrique    -   RAm : record d'Amérique   -   RAs : record d'Asie   -   RE : record d'Europe   -   RO : record d'Océanie   -   RC : record des championnats   -   RN : record national
| Édition        | Or                                   | Argent                                  | Bronze                                     |
| -------------- | ------------------------------------ | --------------------------------------- | ------------------------------------------ |
| Belgrade 1973  | Jim Montgomery 1 min 53 s 02         | Kurt Krumpholz 1 min 53 s 61            | Roger Pyttel 1 min 53 s 97                 |
| Cali 1975      | Tim Shaw 1 min 51 s 04 – RC          | Bruce Furniss 1 min 51 s 72             | Brian Brinkley 1 min 53 s 56               |
| Berlin 1978    | William Forrester 1 min 51 s 02 – RC | Rowdy Gaines 1 min 51 s 10              | Sergey Kopliakov 1 min 51 s 33             |
| Guayaquil 1982 | Michael Gross 1 min 49 s 84          | Rowdy Gaines 1 min 49 s 92              | Jörg Woithe 1 min 50 s 71                  |
| Madrid 1986    | Michael Gross 1 min 47 s 92          | Sven Lodziewski 1 min 49 s 12           | Matt Biondi 1 min 49 s 43                  |
| Perth 1991     | Giorgio Lamberti 1 min 47 s 27       | Steffen Zesner 1 min 48 s 28            | Artur Wojdat 1 min 48 s 70                 |
| Rome 1994      | Antti Kasvio 1 min 47 s 32           | Anders Holmertz 1 min 48 s 24           | Danyon Loader 1 min 48 s 49                |
| Perth 1998     | Michael Klim 1 min 47 s 41           | Massimiliano Rosolino 1 min 48 s 30     | Pieter van den Hoogenband 1 min 48 s 65    |
| Fukuoka 2001   | Ian Thorpe 1 min 44 s 06 – RM        | Pieter van den Hoogenband 1 min 45 s 81 | Klete Keller 1 min 47 s 10                 |
| Barcelone 2003 | Ian Thorpe 1 min 45 s 14             | Pieter van den Hoogenband 1 min 46 s 43 | Grant Hackett 1 min 46 s 85                |
| Montréal 2005  | Michael Phelps 1 min 45 s 20         | Grant Hackett 1 min 46 s 14             | Ryk Neethling 1 min 46 s 63                |
| Melbourne 2007 | Michael Phelps 1 min 43 s 86 – RM    | Pieter van den Hoogenband 1 min 46 s 28 | Park Tae-hwan 1 min 46 s 73                |
| Rome 2009      | Paul Biedermann 1 min 42 s 00 – RM   | Michael Phelps 1 min 43 s 22            | Danila Izotov 1 min 43 s 90                |
| Shanghai 2011  | Ryan Lochte 1 min 44 s 44            | Michael Phelps 1 min 44 s 79            | Paul Biedermann 1 min 44 s 88              |
| Barcelone 2013 | Yannick Agnel 1 min 44 s 20          | Conor Dwyer 1 min 45 s 32               | Danila Izotov 1 min 45 s 59                |
| Kazan 2015     | James Guy 1 min 45 s 14              | Sun Yang 1 min 45 s 20                  | Paul Biedermann 1 min 45 s 38              |
| Budapest 2017  | Sun Yang 1 min 44 s 39 – RAs         | Townley Haas 1 min 45 s 04              | Aleksandr Krasnykh 1 min 45 s 23           |
| Gwangju 2019   | Sun Yang 1 min 44 s 93               | Katsuhiro Matsumoto 1 min 45 s 22       | Martin Malyutin Duncan Scott 1 min 45 s 63 |
| Budapest 2022  | David Popovici 1 min 43 s 21 – RMj   | Hwang Sun-woo 1 min 44 s 47             | Tom Dean 1 min 44 s 98                     |
| Fukuoka 2023   | Matthew Richards 1 min 44 s 30       | Tom Dean 1 min 44 s 32                  | Hwang Sun-woo 1 min 44 s 42                |
| Doha 2024      | Hwang Sun-woo 1 min 44 s 75          | Danas Rapšys 1 min 45 s 05              | Luke Hobson 1 min 45 s 26                  |
| Singapour 2025 | David Popovici 1 min 43 s 53         | Luke Hobson 1 min 43 s 84               | Tatsuya Murasa 1 min 44 s 54               |

### Multiples médaillés
| Rang | Athlète                   | Nation       | Éditions  | Or | Argent | Bronze | Total |
| ---- | ------------------------- | ------------ | --------- | -- | ------ | ------ | ----- |
| 1    | Michael Phelps            | États-Unis   | 2005-2011 | 2  | 2      | 0      | 4     |
| 2    | Sun Yang                  | Chine        | 2015-2019 | 2  | 1      | 0      | 3     |
| 3    | Michael Gross             | Allemagne    | 1982-1986 | 2  | 0      | 0      | 2     |
| 3=   | Ian Thorpe                | Australie    | 2001-2003 | 2  | 0      | 0      | 2     |
| 3=   | David Popovici            | Roumanie     | 2022-2025 | 2  | 0      | 0      | 2     |
| 5    | Paul Biedermann           | Allemagne    | 2009-2015 | 1  | 0      | 2      | 3     |
| 6    | Pieter van den Hoogenband | Pays-Bas     | 1998-2007 | 0  | 3      | 1      | 4     |
| 7    | Rowdy Gaines              | États-Unis   | 1978-1982 | 0  | 2      | 0      | 2     |
| 8    | Grant Hackett             | Australie    | 2003-2005 | 0  | 1      | 1      | 2     |
| 8=   | Hwang Sun-woo             | Corée du Sud | 2022-2023 | 0  | 1      | 1      | 2     |
| 8=   | Tom Dean                  | Royaume-Uni  | 1982-1986 | 0  | 1      | 1      | 2     |
| 11   | Danila Izotov             | Russie       | 1982-1986 | 0  | 0      | 2      | 2     |

### Records des championnats
| Temps         | Nageur                    | Lieu      | Date             | Record |
| ------------- | ------------------------- | --------- | ---------------- | ------ |
| 1 min 57 s 62 | Werner Lampe              | Belgrade  | 4 septembre 1973 |        |
| 1 min 57 s 14 | Vladimir Bure             | Belgrade  | 4 septembre 1973 |        |
| 1 min 57 s 09 | Roger Pyttel              | Belgrade  | 4 septembre 1973 |        |
| 1 min 54 s 58 | Kurt Krumpholz            | Belgrade  | 4 septembre 1973 |        |
| 1 min 53 s 02 | Jim Montgomery            | Belgrade  | 4 septembre 1973 |        |
| 1 min 52 s 77 | Tim Shaw                  | Cali      | 24 juillet 1975  |        |
| 1 min 52 s 35 | Bruce Furniss             | Cali      | 24 juillet 1975  |        |
| 1 min 51 s 04 | Tim Shaw                  | Cali      | 24 juillet 1975  |        |
| 1 min 51 s 02 | William Forrester         | Berlin    | 20 août 1978     |        |
| 1 min 49 s 55 | Michael Gross             | Guayaquil | 1er août 1982    |        |
| 1 min 48 s 70 | Michael Gross             | Madrid    | 21 août 1986     |        |
| 1 min 47 s 92 | Michael Gross             | Madrid    | 21 août 1986     |        |
| 1 min 47 s 27 | Giorgio Lamberti          | Madrid    | 7 janvier 1991   |        |
| 1 min 47 s 18 | Pieter van den Hoogenband | Fukuoka   | 24 juillet 2001  |        |
| 1 min 45 s 80 | Pieter van den Hoogenband | Fukuoka   | 24 juillet 2001  |        |
| 1 min 44 s 06 | Ian Thorpe                | Fukuoka   | 25 juillet 2001  | WR     |
| 1 min 43 s 86 | Michael Phelps            | Melbourne | 27 mars 2007     | WR     |
| 1 min 42 s 00 | Paul Biedermann           | Rome      | 28 juillet 2009  | WR     |

## Femmes

### Historique

#### De 1973 à 1986

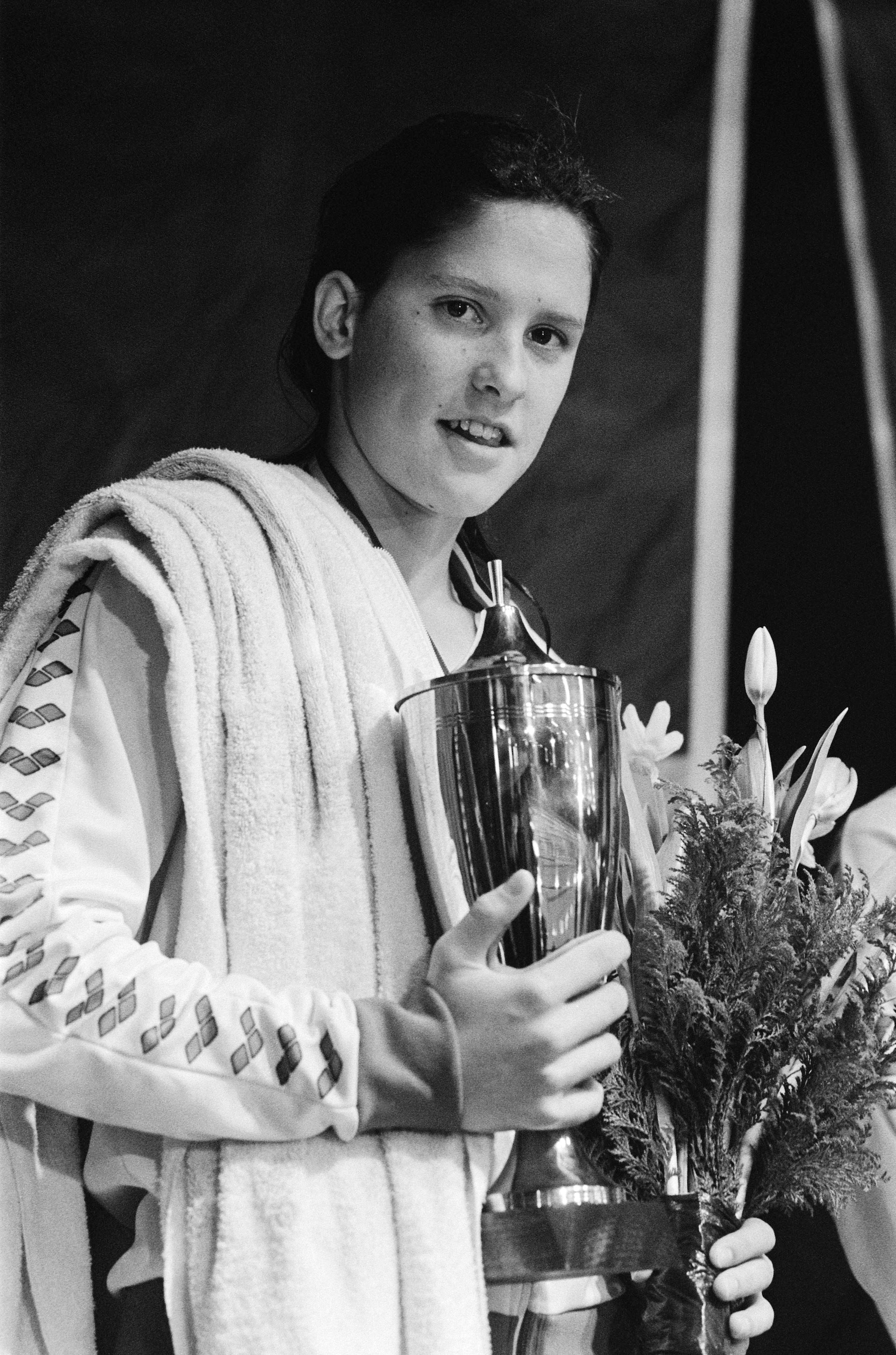
Cynthia Woodhead est la première nageuse à passer sous la barre symbolique des deux minutes sur la distance lors des 1982.

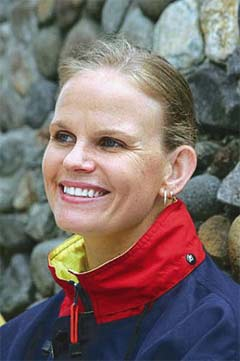
La costaricaine Claudia Poll a remportée le titre en 1998.

La première femme a remporter l'épreuve lors des championnats du monde est l'Américaine Keena Rothhammer qui aura réalisé le meilleur temps lors des séries. Elle devancera l'Américaine Shirley Babashoff et l'Allemande Andrea Eife.
Lors de la 2e édition des championnats du monde, c'est une autre Américaine qui sera couronnée. Shirley Babashoff s'imposera en finale en volant le record des championnats que venait de battre Kornelia Ender plus tôt dans la journée. L'Allemande finira 2e, à 19 centièmes derrière l'Américaine. La Néerlandaise Enith Brigitha, vice-championne d'Europe derrière Ender, se classera encore une fois derrière celle-ci en montant sur la troisième marche du podium.
Encore une fois lors des championnats du monde de 1978, c'est une Américaine qui soulèvera le titre. Cynthia Woodhead, lors des séries, décrochera le record des championnats. En finale, l'Américaine décrochera le record du monde et deviendra la première femme à passer sous la barre des deux minutes sur la distance. Elle s'imposera devant Barbara Krause qui gagnera quelques jours plus tard le 100 m nage libre. La soviétique Larisa Tsaryova viendra compléter le podium.
Première non Américaine à remporter ce titre lors des mondiaux 1982, la Néerlandaise Annemarie Verstappen s'imposera devant celle qui venait alors de remporter le 100 m nage libre la veille, l'Allemande Birgit Meineke. Une autre Néerlandaise viendra compléter le podium, Annelies Maas.
L'Allemande Heike Friedrich, alors championne d'Europe sur 50 m, 100 m et 200 m nage libre, viendra s'imposer en finale face à sa compatriote Manuela Stellmach en battant un nouveau record des championnats lors des mondiaux 1986. L'Américaine Mary T. Meagher, 5e qualifiée des séries se hissera quant à elle à la 3e.

#### De 1991 à 2003
La première femme a remporter l'épreuve lors des championnats du monde est l'Américaine Keena Rothhammer qui aura réalisé le meilleur temps lors des séries. Elle devancera l'Américaine Shirley Babashoff et l'Allemande Andrea Eife.
La 6e édition des championnats du monde est remportée par l'Australienne qui avait pourtant fait le 8e temps lors des séries. Lors de la finale, l'Australienne s'imposera de 19 centièmes devant l'Américaine Janet Evans. C'est la Danoise Mette Jacobsen qui finira 3e cette année là.
Lors des championnats du monde 1994 à Rome, c'est l'Allemande Franziska van Almsick qui s'imposera en finale avec un nouveau record du monde. Elle s'imposera devant la Chinoise Lu Bin et la Costaricaine Claudia Poll. La Danoise Mette Jacobsen, troisième de la dernière édition, finira dernière de la finale bien qu'elle ait réalisé le 3e meilleur temps des séries.
Quatre ans plus tard, la Costaricaine Claudia Poll s'imposera aux {mondiaux de 1998 lors de la finale après avoir obtenu le meilleur temps lors des séries. Elle s'imposera, avec un temps de 1 s 58 90, devant la slovaque Martina Moravcová (1 min 59 s 61) qui venait de décrocher une médaille d'argent sur le 100 m quelques jours plus tôt. L'Australienne Julia Greville se placera sur la troisième marche du podium.
Le 200 m nage libre des mondiaux de 2001 à Fukuoka seront remportés pour une deuxième fois depuis Hayley Lewis, par une Australienne, Giaan Rooney. La nageuse s'imposera de 17 centièmes sur la Chinoise Yang Yu et de 23 centièmes sur la Roumaine Camelia Potec. La championne du monde en titre, la Costaricaine Claudia Poll échouera au pied du podium, à la 4e place, bien qu'elle ait réalisé le meilleur temps des séries et des demi-finales.

#### De 2005 à 2013

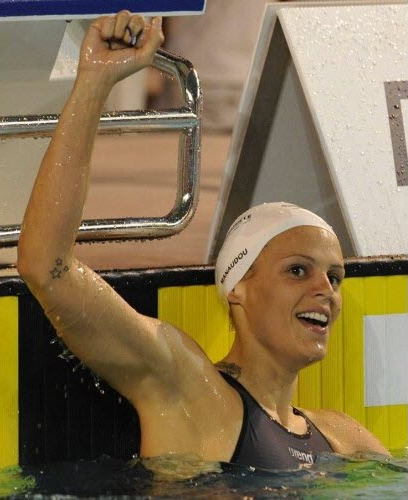
La Française Laure Manaudou décrochera le record du monde lors de son titre en 2007 à Melbourne.

Lors des championnats de 2005, c'est la vice-championne du monde en titre, la Française Solenne Figuès qui s'imposera. Elle remportera le titre face à l'Italienne Federica Pellegrini et devant, une nouvelle fois, la Chinoise Yang Yu à égalité avec la Suédoise Josefin Lillhage.
Deux ans plus tard aux championnats du monde de 2007 à Melbourne, c'est une nouvelle Française qui décrochera le titre en battant le record du monde, précédemment battue par l'Italienne Federica Pellegrini lors des demi-finales. En demi-finale, Manaudou ne se qualifiera qu'à la 5e place avec un temps de 1 min 57 s 30, soit 87 centièmes derrière l'Italienne. En finale, Manaudou, en battant le record du monde, se classera première avec un temps de 1 min 55 s 52 (le record de Pellegrini était de 1 min 56 s 47) devant l'Allemande Annika Lurz (1 min 55 s 68) et Federica Pellegrini (1 min 56 s 97).
L'Italienne Federica Pellegrini remportera son 1er titre lors des mondiaux de 2009 durant lesquels elle battra le record du monde à deux reprises, en demi-finale et en finale. Elle se classera devant les deux Américaines Allison Schmitt et Dana Vollmer. Deux ans plus tard, lors des mondiaux de 2011, l'Italienne, alors championne d'Europe sur la discipline, va réitérer l'exploit et devenir ainsi la première femme en 14 éditions à conserver son titre et à être titrée à au moins deux reprises. Elle se classera devant l'Australienne Kylie Palmer et la Française Camille Muffat.
Lors des championnats du monde de 2013, l'Italienne ne parviendra pas à conserver son titre une 3e fois de suite. Bien qu'elle se soit hissée jusqu'en finale, pour une 5e fois d'affilée, elle finira deuxième derrière l'Américaine Missy Franklin. La Française Camille Muffat viendront une seconde fois consécutive compléter le podium.

#### De 2015 à 2023

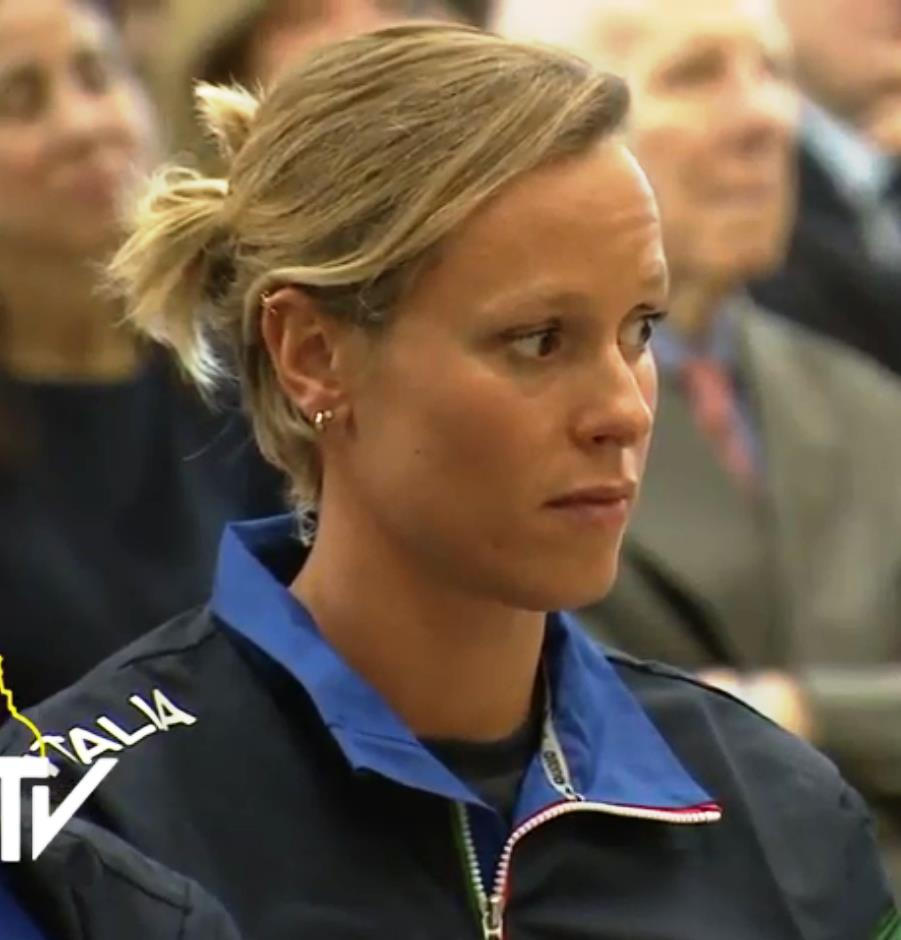
L'Italienne Federica Pellegrini a réussi à monter huit fois consécutivement sur le podium de 2005 à 2017.

Une nouvelle fois en finale, l'Italienne Federica Pellegrini ratera encore une fois l'occasion d'inscrire un 3e titre à cette épreuve lors des 2015. Elle chutera en finale face à l'Américaine Katie Ledecky qui venait, la veille, de remporter l'or lors du 1 500 m nage libre. La 3e place reviendra à la tenante du titre et compatriote de Ledecky, Missy Franklin.
Le 26 juillet 2017, lors mondiaux à Melbourne, Federica Pellegrini, au cours de son 7e podium consécutif sur cette épreuve, remportera son 3e titre. Bien loin de son record du monde de 2009 avec un temps de 1 min 54 s 73, Pellegrini s'imposera devant la tenante du titre Katie Ledecky et l'Australienne Emma McKeon (1 min 55 s 18) à égalité.
Une nouvelle fois, l'Italienne Federica Pellegrini réussira à garder son titre lors des championnats du monde 2019 à Gwangju. Il s'agit de son dernier podium sur cette épreuve, après avoir eu l'occasion de monter dessus huit fois. ce jour-là, elle se classera devant l'Australienne Ariarne Titmus et devant la Suédoise Sarah Sjöström, alors championne d'Europe en titre du 50 m et du 100 m nage libre. La championne d'Europe en titre, la Française Charlotte Bonnet, finira 7e de la finale.
Après le règne de Pellegrini, c'est la Chinoise Yang Junxuan qui remportera le titre lors des championnats du monde 2022. L'Australienne Mollie O'Callaghan prendra la deuxième place et, une autre Chinoise, Tang Muhan prendra la troisième place.
Après 14 ans, le record du monde de Federica Pellegrini va tomber lors de la finale des championnats du monde 2023. Avec un temps de 1 min 52 s 85, c'est la vice-championne du monde en titre, l'Australienne Mollie O'Callaghan qui remportera le titre. Elle se classera devant sa compatriote et ancienne vice-championne du monde, Ariarne Titmus. La Canadienne Summer McIntosh montera sur la troisième marche du podium en battant le record du monde junior.

### Palmarès
Légende :

RM : record du monde   -   RMj : record du monde junior   -   RAf : record d'Afrique    -   RAm : record d'Amérique   -   RAs : record d'Asie   -   RE : record d'Europe   -   RO : record d'Océanie   -   RC : record des championnats   -   RN : record national
| Édition        | Or                                       | Argent                                  | Bronze                                 |
| -------------- | ---------------------------------------- | --------------------------------------- | -------------------------------------- |
| Belgrade 1973  | Keena Rothhammer 2 min 04 s 99           | Shirley Babashoff 2 min 05 s 33         | Andrea Eife 2 min 05 s 52              |
| Cali 1975      | Shirley Babashoff 2 min 02 s 50 – RM     | Kornelia Ender 2 min 02 s 69            | Enith Brigitha 2 min 03 s 92           |
| Berlin 1978    | Cynthia Woodhead 1 min 58 s 53 – RM      | Barbara Krause 1 min 59 s 78            | Larisa Tsaryova 2 min 01 s 76          |
| Guayaquil 1982 | Annemarie Verstappen 1 min 59 s 53       | Birgit Meineke 2 min 00 s 67            | Annelies Maas 2 min 00 s 84            |
| Madrid 1986    | Heike Friedrich 1 min 58 s 26            | Manuela Stellmach 1 min 58 s 90         | Mary T. Meagher 2 min 00 s 14          |
| Perth 1991     | Hayley Lewis 2 min 00 s 48               | Janet Evans 2 min 00 s 67               | Mette Jacobsen 2 min 00 s 93           |
| Rome 1994      | Franziska van Almsick 1 min 56 s 78 – RM | Lu Bin 1 min 56 s 89                    | Claudia Poll 1 min 57 s 61             |
| Perth 1998     | Claudia Poll 1 min 58 s 90               | Martina Moravcová 1 min 59 s 61         | Julia Greville 1 min 59 s 92           |
| Fukuoka 2001   | Giaan Rooney 1 min 58 s 57               | Yang Yu 1 min 58 s 78                   | Camelia Potec 1 min 58 s 85            |
| Barcelone 2003 | Alena Popchanka 1 min 58 s 32            | Martina Moravcová 1 min 58 s 44         | Yang Yu 1 min 58 s 54                  |
| Montréal 2005  | Solenne Figuès 1 min 58 s 60             | Federica Pellegrini 1 min 58 s 73       | Yang Yu Josefin Lillhage 1 min 59 s 08 |
| Melbourne 2007 | Laure Manaudou 1 min 55 s 52 – RM        | Annika Lurz 1 min 55 s 68               | Federica Pellegrini 1 min 56 s 97      |
| Rome 2009      | Federica Pellegrini 1 min 52 s 98 – RM   | Allison Schmitt 1 min 54 s 96           | Dana Vollmer 1 min 55 s 64             |
| Shanghai 2011  | Federica Pellegrini 1 min 55 s 58        | Kylie Palmer 1 min 56 s 04              | Camille Muffat 1 min 56 s 10           |
| Barcelone 2013 | Missy Franklin 1 min 54 s 81             | Federica Pellegrini 1 min 55 s 14       | Camille Muffat 1 min 55 s 72           |
| Kazan 2015     | Katie Ledecky 1 min 55 s 16              | Federica Pellegrini 1 min 55 s 32       | Missy Franklin 1 min 55 s 49           |
| Budapest 2017  | Federica Pellegrini 1 min 54 s 73        | Katie Ledecky Emma McKeon 1 min 55 s 18 | —                                      |
| Gwangju 2019   | Federica Pellegrini 1 min 54 s 22        | Ariarne Titmus 1 min 54 s 66            | Sarah Sjöström 1 min 54 s 78           |
| Budapest 2022  | Yang Junxuan 1 min 54 s 92               | Mollie O'Callaghan 1 min 55 s 22        | Tang Muhan 1 min 56 s 25               |
| Fukuoka 2023   | Mollie O'Callaghan 1 min 52 s 85         | Ariarne Titmus 1 min 53 s 01            | Summer McIntosh 1 min 53 s 65 – RMj    |

### Multiples médaillées
| Rang | Athlète             | Nation     | Éditions  | Or | Argent | Bronze | Total |
| ---- | ------------------- | ---------- | --------- | -- | ------ | ------ | ----- |
| 1    | Federica Pellegrini | Italie     | 2005-2019 | 4  | 3      | 1      | 8     |
| 2    | Shirley Babashoff   | États-Unis | 1973-1975 | 1  | 1      | 0      | 2     |
| 2=   | Katie Ledecky       | États-Unis | 2015-2017 | 1  | 1      | 0      | 2     |
| 2=   | Mollie O'Callaghan  | Australie  | 2022-2023 | 1  | 1      | 0      | 2     |
| 5    | Claudia Poll        | Costa Rica | 1994-1998 | 1  | 0      | 1      | 2     |
| 5=   | Missy Franklin      | États-Unis | 2013-2015 | 1  | 0      | 1      | 2     |
| 7    | Ariarne Titmus      | Australie  | 2019-2023 | 0  | 2      | 0      | 2     |
| 8    | Yang Yu             | Chine      | 2001-2005 | 0  | 1      | 2      | 3     |
| 9    | Camille Muffat      | France     | 2011-2013 | 0  | 0      | 2      | 2     |

### Records des championnats
| Temps         | Nageur              | Lieu      | Date             | Record |
| ------------- | ------------------- | --------- | ---------------- | ------ |
| 2 min 12 s 94 | Lesley Allardice    | Belgrade  | 5 septembre 1973 |        |
| 2 min 09 s 26 | Irwi Johansson      | Belgrade  | 5 septembre 1973 |        |
| 2 min 08 s 09 | Andrea Eife         | Belgrade  | 5 septembre 1973 |        |
| 2 min 07 s 53 | Keena Rothhammer    | Belgrade  | 5 septembre 1973 |        |
| 2 min 04 s 99 | Keena Rothhammer    | Belgrade  | 5 septembre 1973 |        |
| 2 min 04 s 07 | Kornelia Ender      | Cali      | 23 juillet 1975  |        |
| 2 min 02 s 50 | Shirley Babashoff   | Cali      | 23 juillet 1975  |        |
| 2 min 00 s 44 | Cynthia Woodhead    | Berlin    | 22 août 1978     |        |
| 1 min 58 s 33 | Cynthia Woodhead    | Berlin    | 22 août 1978     | WR     |
| 1 min 58 s 26 | Heike Friedrich     | Berlin    | 18 août 1986     |        |
| 1 min 56 s 78 | Cynthia Woodhead    | Rome      | 6 septembre 1994 | WR     |
| 1 min 56 s 47 | Federica Pellegrini | Melbourne | 27 mars 2007     | WR     |
| 1 min 55 s 52 | Laure Manaudou      | Melbourne | 28 mars 2007     | WR     |
| 1 min 53 s 67 | Federica Pellegrini | Rome      | 28 juillet 2009  | WR     |
| 1 min 52 s 98 | Federica Pellegrini | Rome      | 29 juillet 2009  | WR     |
| 1 min 52 s 85 | Mollie O'Callaghan  | Fukuoka   | 28 juillet 2023  | WR     |